# 烏拉布
烏拉布（转写：Ulabu；1843年—1891年1月3日），沙濟富察氏，字紹雲，又字紹庭、少雲。滿洲鑲黃旗人。清朝政治人物、書法家。

## 經歷
咸豐十一年（1861年）辛酉順天鄉試舉人。
同治十一年（1872年）大挑二等，選授國子監典簿。
同治十三年（1874年）甲戌科第二甲第七十五名進士出身。選翰林院庶吉士。
光緒二年（1876年）：四月散館，授翰林院編修。充國史館協修。
三年（1877年）：升翰林院侍講。
四年（1878年）：以翰林院侍講充文淵閣校理。
五年（1879年）：改翰林院侍讀。充日講起居注官、武英殿協修。
七年（1881年）：升任右春坊右庶子。
八年（1882年）：改左春坊左庶子。五月，充四川鄉試正考官。六月初五日，擢翰林院侍講學士。
九年（1883年）：二月，奏陳：「陝甘回務不靖。宜加籌畫一摺。據稱陝省回。時常滋事。商州大荔一帶。劫案疊出。地方官遇有漢回詞訟之案。率多含混了事。甘肅平涼府屬化平川等處。安插投誠叛回。不下數十萬。現在生齒日繁。聞亦有蠢動之勢。請飭防患未然。」上諭：「陝甘地方漢回雜處。最易滋事。一切詞訟案件。無論是漢是回。總須持平辦理。投誠叛回。如有桀驁不馴。尤宜加意防範。毋任滋生事端。著譚鍾麟、馮譽驥、各就地方情形。督飭所屬認真撫輯。務使漢回相安。並將防兵隨時訓練。以期有備無患。」
六月，受命充賽音諾顏部賜奠大臣，致祭扎薩克多羅郡王；奏陳：「此次致祭三音諾彥，取道臺路，自默霍爾噶順至賽爾烏蘇各臺，旱災甚重，駝馬倒斃殆盡。亟宜疏通要差，並詳查被災輕重，及嚴禁私載貨物。」上諭：「亟應設法辦理。以通臺路。著吉和、永德於商都大馬內。挑選健駝。分給被災各臺。以應要差。昨據戶部籌撥銀五萬兩。為該處辦賑各項要需。著即分析確查。實係被災者加意撫恤。如有藉災為名。藏匿駝馬。亦不得任令委卸至各城差務。由臺經過。尤應於出張家口時、嚴禁私載貨物。以省臺力。並著該都統等隨時嚴查。毋稍瞻徇。」後轉任侍讀學士。十二月十五日，擢任內閣學士兼禮部侍郎銜。
十年（1884年）：二月，偕同工部侍郎孫毓汶以內閣學士前往湖北查辦學政「書價銀」事件。四月，偕同孫毓汶赴安徽偵查候補道員劉傳楨「納賄招權、侵蝕帑項」案件。五月十五日，擢工部右侍郎，兼管錢法堂事務。閏五月初二日，轉工部左侍郎，赴湖北查辦鄖西縣廩生余瓊芳命案。
六月，赴江西查辦廣信府知府董兆奎「勒捐酷刑」案件。八月，赴安徽查辦署壽州知州沈慶立「不理民事、延置盜案」案件，回京途中再轉往河南查辦巡撫鹿傳霖遭彈劾「剛愎貪婪、假公濟私」案、開歸陳許道侵貪河工銀案。九月，重新偵查教黨張懷松等謀反襲擊府城一案。。
十一年（1885年）：正月，授正黃旗漢軍副都統；以工部左侍郎盤查三庫，兼管理右翼幼官學。充任順天鄉試監臨。受命勘查明陵工程。
十二年（1886年）：正月二十四日，以工部左侍郎差任會試知貢舉；三月初九日入闈，侍郎職務由師曾兼署。受命勘查東陵、西陵工程。
十三年（1887年）：二月初七日，丁憂守孝，侍郎職務由宗室敬信兼署。五月，以工部左侍郎署理鑲白旗蒙古副都統。受命勘查東陵工程。兼充管理溝渠河道大臣、備查壇廟大臣。
十四年（1888年）：四月，調任鑲紅旗滿洲副都統。六月，以工部左侍郎署理吏部右侍郎。八月初一日，以工部左侍郎出差任提督福建學政，侍郎職務由崇禮兼署。十一月，調任正白旗滿洲副都統。
十五年（1889年）：正月，因光緒帝大婚禮成，獎敘賞加二級，仍任工部左侍郎、正白旗滿洲副都統、福建學政。
光緒十六年（1890年）：密奏福建、臺灣、浙江現任藩司、臬司、道、知府實缺與各官員考語。十一月二十三日卒於任上，年四十八歲，上諭依例賜予卹典。
烏拉布居官辦事公允，體恤民情。另曾充任考試漢廕生閱卷大臣、拔貢覆試閱卷大臣、朝考閱卷大臣、覆勘各直省鄉試試卷大臣、進士朝考閱卷大臣、考試試差閱卷大臣；時常徹夜校閱試卷，惟恐有考生遭到屈枉壓抑；武考生須考試步行射箭，烏拉布因自身擅長步射，也親自指點之。擅長書法，楷書。

## 家庭
- 六世祖：米思翰，官至戶部尚書、議政大臣。
- 五世祖：馬齊，官至太子太保、保和殿大學士，封二等伯。
- 高祖：傅良，官至西安將軍、領侍衛內大臣，封敦惠一等伯兼一雲騎尉。
- 曾祖：靈慧，行五，官鑾儀衛雲麾使、福建峒山營參將，誥授武義都尉，後因曾孫烏拉喜崇阿追贈光祿大夫。
- 祖父：春福，官筆帖式，贈光祿大夫。
- 父：誠弼，贈光禄大夫。
- 兄弟：
  - 烏拉喜崇阿，咸豐六年進士，官至都統、兵部尚書。
  - 烏爾興額，官本旗筆帖式，广东知县。
  - 烏拉洪阿，候選筆帖式。
- 妻：费莫氏。
- 子：富察宗彝。
- 女：奉国将军宗室盛崑嫡妻。[21]